# Brno Ravens LC
Brno Ravens LC je moravský mužský, ženský a nově i dětský lakrosový sportovní klub. Pevné zázemí mají v areálu TC Lužánky Umělka, kde hrají i své domovské zápasy. Klub je registrován jako občanské sdružení.

## Historie
Začátkem února roku 2015 se bývalý juniorský reprezentant v lakrosu Michal Kvapil nakontaktoval na Zuzanu Soukupovou, hráčku se zkušenostmi z USA. Oba měli zájem na založení prvního lakrosového klubu ve městě Brně. Od slov k činům to trvalo necelý měsíc a 12. března se tak v parku Lužánky uskutečnil první trénink v 7 lidech, kteří vytváří jádro klubu. O týden později se skupina setkává v parku na Kraví hoře, kde trénuje až do konce června 2015. Poté se tým přesouvá do sportovního areálu U Hrocha v Brně-Komíně. 
Klub, stejně jako lakrosová scéna v Evropě, se ve svých začátcích potýká s nedostatkem materiálního vybavení. Značnou vzpruhu v tomto ohledu v květnu 2015 poskytuje dvojnásobný vítěz Memoriálu Aleše Hřebeského, kanadský tým Clarington Green Gaels a Manitoba Lacrosse Association, kteří skupině brněnských hráčů darují sadu mužských, ženských a dětských lakrosek a chráničů. Tento krok výrazně přispěl k transformaci skupiny do občanského sdružení a rozhodnutí působit v soutěžích a strukturách České lakrosové unie. Od té doby se klub posouvá jak ve stránce organizační, tak především té sportovní.
V roce 2021 se zázemí klubu přesouvá za Lužánky do podzemních prostor tenisu Sprint a hřiště TC Lužánky Umělka. V tentýž roce začíná i rozvoj mládeže.

## Mužský tým

### První utkání
První lakrosové utkání na území města Brna se uskutečnilo 2. srpna 2015 v areálu U Hrocha v Brně-Komíně. Soupeř Skalica Chiefs ze Slovenska podlehl domácímu celku v poměru 6:5. Následná odveta na hřišti zkušenějšího soupeře vyzněla 6:2 ve prospěch domácích Skalica Chiefs.

### Jarní soutěže
V březnu 2016 Ravens vstupují do soutěže pro začínající kluby organizované Českou lakrosovou unií, která probíhá formou turnajů dle pravidel minifieldu. V konkurenci týmů LC Wild Boars Šumava, LSC Knights Červené Pečky, LCC Wolves a Skalica Chiefs končí brněnský tým na konečném třetím místě.
V roce 2017 si vyměnily místo Skalica Chiefs a LC Old Dogs Plzeň. Konečné umístění v této sezóně bylo 4. místo. 
Pro rok 2018 došlo k úpravě a místo minifieldu (7 hráčů v poli + brankář), se hraje klasická verze fieldlakrosu s 9 hráči a gólmanem. Tohoto ročníku se účastní LC Wild Boars Šumava, LSC Knights Červené Pečky, LCC Wolves a SK Lacrosse Jižní Město. Ravens prohrávají poslední zápas základní části, který je odsouvá do boje o 3. místo. Tam porážejí LSC Knights Červené Pečky a po roční pauze se umisťují na pomyslném pódiu. 
Rok 2019 byl pro mužský tým převratem. Ač v konkurenci pouze dvou týmů Wild Boars Šumava a SKL Jižní Město vybojovali v této soutěži prvenství a to s bezkonkurenčním bodovým náskokem. Putovní pohár minifieldové ligy nyní drží dále ve svých rukách. 

### Chiefs Cup
V roce 2016 zakládá tým Skalica Chiefs lakrosový turnaj Chiefs Cup. Ravens Brno zde poměřují síly s českými a slovenskými týmy.
Rok 2016 – 4. místo
Rok 2017 – 4. místo
Rok 2018 – 1. místo

### Lisboa Cup a další
V roce 2021 se muži zúčastnili mezinárodního turnaje v Lisabonu a Barceloně. Každoročně se tým účástní různých mezinárodních turnajů, kde se drží na horních příčkách tabulky.

### NFLL
V roce 2016, tedy první soutěžní sezoně v NFLL vystupoval pod hlavičkou Brno Ravens tým složený z hráčů tří týmů: Brno Ravens LC, LSC Knights Červené Pečky a LC Wild Boars Šumava. Složený tým obsadil v soutěži šesté místo. O rok později Ravens staví samostatný tým. V tomto ročníku obsazují 7. místo. V dalších ročnících stoupají v žebříčku, prozatím však nedosáhli vysněného 1. místa. NFLL od roku 2021 stagnuje a do bojů o titul se tedy zappojit nyní nemohou. 

### SLL
V roce 2023 se Ravens zapojili do Slovenská lakrosová liga, kde ihned ovlávli základní skupinu. Ve finálovém souboji prohráli v prodloužení rozhodujícím gólem a tím obsadili 2. příčku. 

## Ženský tým
Na jaře roku 2018 začíná pod taktovkou Soni Parke růst i ženský lakrosový tým. V následujících letech trénují nejen na domácím hřišti, ale i na soustředěních společně s týmem TJ Sokol I. Smíchov. Zápasové zkušenosti hráčky sbírají hlavně v přátelských zápasech s pražskými týmy.
V roce 2019 přebírá tým trenér Jakub Kološ, který dívky v sezóně 21/22 přivádí až do Národní ženské lakrosové ligy, ve které obsazují 5. místo. V roce 2023 je spuštěna 2. liga, kde se přesouvá i dámský tým a ihned obsazuje 2. příčku.

## Dětský tým
Podzim roku 2021 byl pro klub přelomový – začal vznikat dětský lakrosový tým. K prvním členům, kteří trénují doposud se přidává postupně další mládež od 7 do 15 let. V roce 2023 se první z dětí účastní svazových soutěží, zatím jako hostující hráči za pražské týmy. Každým měsícem se dětská základna rozrůstá, což je zásadní pro další fungování klubu.